# Gulden middenweg
De gulden middenweg of het gulden midden (Grieks: μεσότης, mesotes) is het wenselijke midden tussen twee uitersten, tussen tekort en overmaat. In de Griekse oudheid is deze gedachte al terug te vinden in een opschrift op de tempel van Delphi: 'Alles met mate' (Μηδὲν ἄγαν).

## Het midden in de klassieke filosofie
In de Griekse filosofie werkte Aristoteles (384–322 v.Chr.) dit beginsel uit in de deugdethiek, met name in zijn werk Ethica Nicomachea (boek II). Een deugd is het midden tussen twee tegengestelde ondeugden, tussen gebrek en overdaad. Volgens Aristoteles is bijvoorbeeld moed een deugd. Een gebrek eraan openbaart zich als als lafheid en een overmaat daarvan als roekeloosheid. Het precieze middelpunt hiertussen ligt echter niet vast en kan per persoon en situatie verschillen (wat vrijgevigheid is voor een rijk persoon, is verkwisting voor een arm persoon). Het gaat hierbij niet om het bereiken van middelmaat, maar van een optimum.
De Romeinse dichter Horatius (65-8 v.Chr.) schreef in zijn werk Oden (2.10) over het 'gulden midden' (aurea mediocritas, de gouden middelmaat of de gouden middenweg): 'Wie de gulden middenweg kiest, blijft veilig gespaard van de last van een vervallen huis en blijft verstandig gespaard van een afgunstwekkend paleis'.

## Het midden in latere levensbeschouwingen
Vergelijkbaar met de gulden middenweg in de Westerse filosofie is de Middenweg in de leer van Boeddha (ca. 450-370 v.Chr.): het pad tussen enerzijds extreem ascetisme en anderzijds wereldlijke genotzucht. Deze Middenweg zou leiden tot vrede, inzicht en verlichting.
Binnen de Chinese filosofie van het confucianisme wordt in de Doctrine van het Midden (ca. 200 v.Chr.) de gouden weg van het midden beschreven, die tot een deugdzaam leven zou moeten leiden.
Ook de uitspraak van Jezus van Nazaret in het Nieuwe Testament, 'Heb je naaste lief als jezelf' (Matteüs 22:39) wordt wel als middenweg uitgelegd: een evenwicht tussen eigenliefde en gevende liefde. De vroeg-christelijke denker Paulus van Tarsus stelt ook nadrukkelijk: 'Er moet evenwicht zijn', met als argument: 'Het is niet de bedoeling dat u door anderen te helpen zelf in moeilijkheden raakt' (2 Korintiërs 8:13).

## Voorbeelden van deugden
Voorbeelden van deugden, als midden tussen twee ondeugden.
- gierigheid - vrijgevigheid - verkwisting
- zelftwijfel - zelfvertrouwen - zelfoverschatting
- zelfvernedering - zelfrespect - ijdelheid
- twistziek zijn - vriendelijkheid - vleierij
- verlegenheid - bescheidenheid - schaamteloosheid
- ongeduld - geduld - passiviteit
- onverstandigheid - wijsheid - betweterigheid
- onverschilligheid - liefde - bezitterigheid

## Nederlands gezegde
Het Nederlands kent de uitdrukking: 'de gulden middenweg kiezen' (of bewandelen of houden), in de betekenis van het kiezen van een tussenoplossing, het vermijden van uitersten.